# Пилиповський Владислав Олександрович
Владисла́в Олекса́ндрович Пилипо́вський (9 лютого 1992 — 4 квітня 2016) — молодший сержант Збройних сил України, учасник російсько-української війни.

## Життєпис
Народився 1992 року в селі Халимонове, виріс в багатодітній родині — з сімома братами та сестрами. 2009 року закінчив халимонівську школу, працював різноробом у СТОВ ім. Ватутіна в Халимоновому. Проходив строкову службу в ЗСУ (в/ч А1479, місто Ічня), по тому працював на різних роботах.
31 січня 2015 року мобілізований; молодший сержант, командир відділення розвідувального взводу 17-го батальйону «Кіровоград». Проходив військову службу поблизу села Зайцеве Бахмутського району; учасник бойових дій, здійснив 27 бойових виходів у тил ворога. Був представлений до нагородження орденом. Після виведення підрозділу із зони бойових дій загинув 4 квітня 2016 року — за деякими даними, по місцю дислокації в Цюрупинську від наскрізного кульового поранення голови — через необережне поводження зі зброєю.
Похований в селі Халимонове 7 квітня 2016 року, в Бахмацькому районі оголошено День жалоби.
Без Владислава лишилися батьки, три сестри і четверо братів (один з яких Дмитро служив за контрактом).

## Нагороди та вшанування
- указом Президента України № 386/2016 від 6 вересня 2016 року «за особисту мужність і високий професіоналізм, виявлені у захисті державного суверенітету та територіальної цілісності України, вірність військовій присязі» — нагороджений орденом «За мужність» III ступеня (посмертно)[1]
- 4 квітня 2017, в селі Халимонове Бахмацького району відбулась церемонія відкриття меморіальної дошки загиблому учасникиу АТО Владиславу Пилиповському.